# Adhesió de Suècia i Finlàndia a l'OTAN
L'adhesió de Suècia i Finlàndia a l'OTAN és el procés d´incorporació de Suècia i Finlàndia a l'Organització del Tractat de l'Atlàntic Nord.
L'OTAN és una aliança militar de 28 països d'Europa i 2 d'Amèrica que constitueixen un sistema de defensa col·lectiva. Amb l'adhesió de tots dos països, serien 32 els països membres de l'aliança.
La sol·licitud es va presentar a causa de la invasió russa d'Ucraïna del 2022, després que aquest darrer, Ucraïna intentés unir-se a l'OTAN sense èxit.
Amb aquesta adhesió, Suècia i Finlàndia trenquen la neutralitat de més de 200 anys. L'adhesió és històrica no sols per trencar amb la neutralitat dels països, sinó per ser ràpida i amb suport. Diversos mandataris internacionals s'oposen a l'adhesió de Suècia i Finlàndia a l'OTAN. La primera a sol·licitar l'adhesió va ser Finlàndia, encara que més tard es va unir Suècia.
El 18 de maig de 2022, els ambaixadors davant l'OTAN de Finlàndia i Suècia van lliurar la petició formal d'ingrés a l'OTAN, fet que va suposar trencar la seva tradicional política de neutralitat militar. Només Turquia hi va presentar d'entrada recels, tot i que en va alçar el veto a finals de juny. El 5 de juliol de 2022 els 30 països membres van signar els protocols d'adhesió dels dos països nòrdics. La següent i darrera passa per a l'oficialització és la ratificació per part de cadascun dels països membres a títol individual.
En declaracions de l'1 de febrer del president turc Tayyip Erdogan, es va mostrar finalment favorable a l'accés de Finlàndia a l'OTAN, però no pas encara de Suècia. Per la seva banda, el nou president electe txec, l'exgeneral de l'OTAN Petr Pavel, es va mostrar favorable al seu torn a l'ingrés d'Ucraïna un cop acabada la guerra.
El 9 de març encara no s'havia avançat en la ratificació per part d'Hongria i Turquia de l'ingrés dels dos països a l'OTAN, tot i se seguien produint contactes fluids en base al Memoràndum Trilateral acordat a la cimera de l'OTAN de Madrid. La pretensió del secretari general, Jens Stoltenberg, és que es pugui formalitzar l'ingrés en la següent cimera prevista per al juliol de 2023.
El 23 de març de 2023 Finlàndia va entrar a formar part de l'Aliança Atlàntica, un cop Turquia en va desblocar l'accés.
Després de mesos de blocar l'adhesió de Suècia, el 10 de juliol del 2023, Erdogan va aixecar el veto a la seva incorporació, tot i que es mantenia el d'Hongria, just la setmana en què s'havia de produir la trobada de l'OTAN a Vílnius. Durant la cimera, el 12 de juliol de 2023, Erdogan va assegurar que el mes d'octubre següent el parlament turc tramitaria la ratificació de l'adhesió de Suècia. Malgrat que durant la cimera no es va oferir una senda concreta a Ucraïna per a la seva adhesió, els països del G7 van comprometre's de forma individual, mitjançant acords bilaterals, l'ajut a llarg termini fins que es pogués produir l'adhesió.
El 25 de setembre el primer ministre hongarès, Victor Orbán, va assegurar que el seu país «no tenia cap pressa» en ratificar l'ingrés de Suècia a l'OTAN amb l'argument que el seu territori no corria perill, descartant d'incloure-ho en l'agenda de la tardor del Parlament.

## Antecedents
Suècia i Finlàndia van mantenir una política de neutralitat respecte a la defensa durant molt de temps, principalment per no contrariar Rússia. No obstant això, la invasió d’Ucraïna per part de Rússia el 2022 va alterar dràsticament la seva percepció de seguretat.
Finlàndia, que comparteix una frontera terrestre de 1.300 km amb Rússia, i Suècia van decidir que unir-se a l’OTAN era una mesura permanent per augmentar la seva pròpia seguretat. Aquesta decisió va ser presa pels partits polítics que eren majoria en ambdós països.
L'adhesió a l’OTAN va constituir una fita històrica per a aquests estats, que van estar al marge de les aliances militars durant més de dos segles en el cas de Suècia i des de la Segona Guerra Mundial en el cas de Finlàndia.
El 15 de maig de 2022, Suècia i Finlàndia van confirmar els seus plans d’adhesió a l’OTAN en resposta a la invasió d’Ucraïna per part de Rússia. El 18 de maig de 2022 van presentar oficialment les seves sol·licituds per convertir-se en membres de l’OTAN.

## Respostes

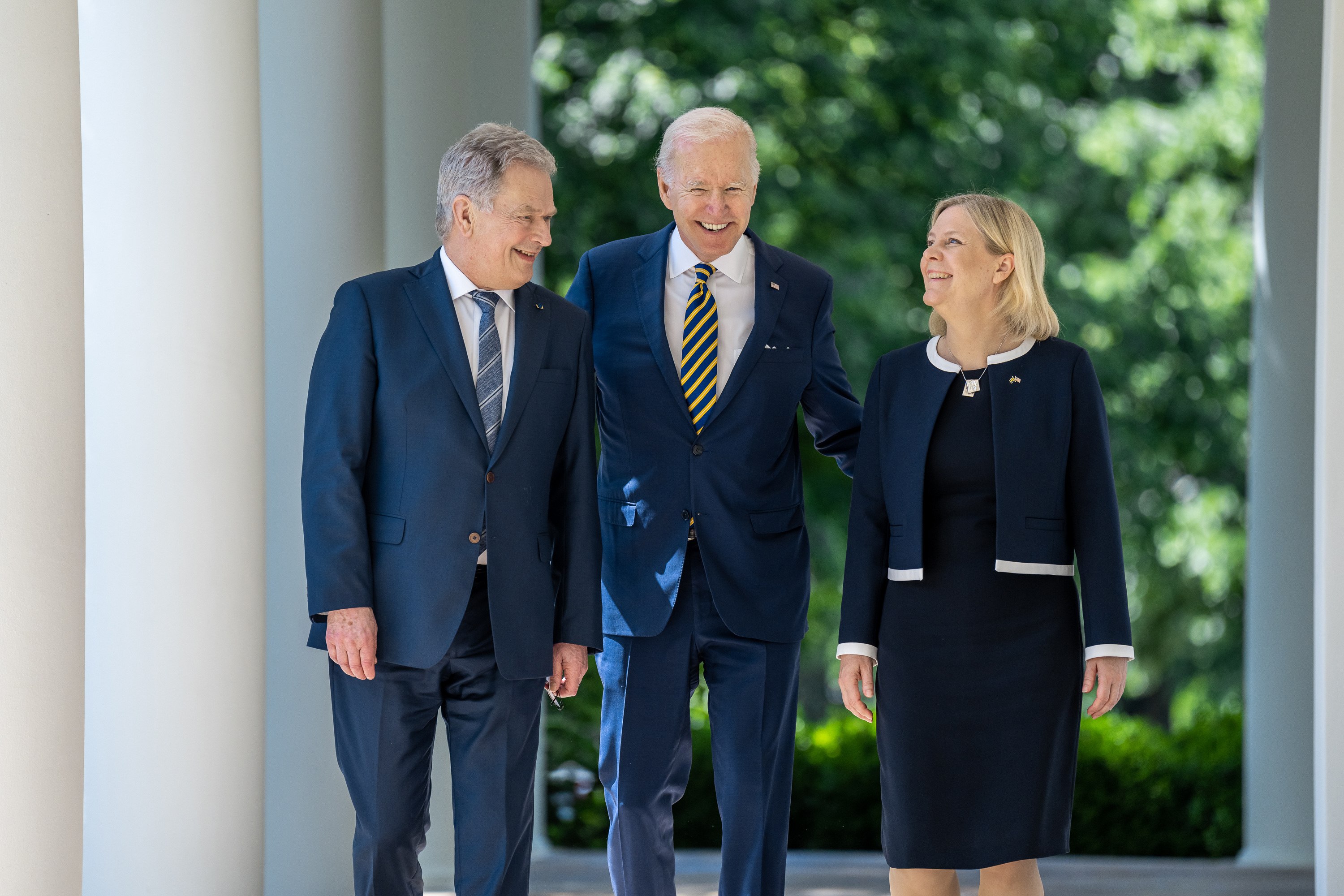
Joe Biden amb Sauli Niinistö i Magdalena Andersson

### Estats Units
El 20 de maig de 2022, Joe Biden, president dels Estats Units, es va reunir amb la presidenta de Suècia Magdalena Andersson i el president de Finlàndia Sauli Niinistö per parlar sobre l'adhesió.
La reunió es va dur a terme a la Casa Blanca i els dos presidents van concordar amb l'adhesió urgent dels seus països a l'OTAN.
Joe Biden va reafirmar i aprovar l'adhesió de Finlàndia i Suècia a l'OTAN i va demanar a Jens Stoltenberg, secretari general de l'OTAN, el seu ingrés immediat a l'organització militar.
Stoltenberg va dir que l'ingrés s'ha d'aprovar degudament per tots els països, i que això es farà a la conferència de Madrid del 2022, on es reunirà els líders dels països membres de l'OTAN.

### Turquia
El president de Turquia, Recep Tayyip Erdoğan, va rebutjar l'ingrés de Finlàndia i Suècia a OTAN.
El 23 de març del 2023 el parlament turc va aprovar l'ingrés de Finlàndia, mentre restava pendent el cas de Suècia.

### Rusia
Tot i que en un inici Rússia va amenaçar d'atacar Finlàndia d'unir-se a l'OTAN, finalment, i després d'unes negociacions entre Sauli Niinistö i Vladímir Putin, les tensions s'han disminuït.
Putin creu que l'adhesió de Suècia i Finlàndia a l'OTAN és un error.
Tot i que no es preveu un atac militar, es preveuen talls de gas de Rússia a Finlàndia i Suècia.

### Ratificació per part dels estats membres
A finals d'octubre de 2022 tots els països ja havien ratificat de l'ingrés, i només restaven Hongria i Turquia, tot i que el secretari general de l'OTAN, Jens Stoltenberg, va afirmar que en qualsevol cas era «inconcebible que els aliats no actuessin en cas que Suècia o Finlàndia estiguessin sota qualsevol forma de pressió». El 24 de novembre el primer ministre hongarès, Viktor Orban, va afirmar que l'assumpte seria tractat al parlament en la primera sessió del 2023.
Mentre el 23 de març del 2023 Finlàndia va poder ingressar a l'Aliança Atlàntica, Suècia demanava explicacions a Hongria sobre els motius pels quals encara no havia ratificat el seu ingrés.